# Thorvald Madsen
Thorvald Johannes Marius Madsen (født 18. februar 1870 på Frederiksberg, død 14. april 1957 på Gjorslev) var en dansk læge og bakteriolog. Madsen var fra 1910-1940 direktør for Statens Serum Institut.
Han var søn af general V.H.O. Madsen.
Under 1. verdenskrig var Thorvald Madsen i kraft af sin stilling som direktør for Statens Serum Institut stærkt involveret i det humanitære arbejde vedrørende krigsfanger. Fra 1916 og frem foretog Madsen flere inspektionsrejser til fangelejre i Rusland, hvor forholdene var stærkt kritisable. I forbindelse med disse rejser medbragte Thorvald Madsen blandt andet store mængder serum mod forskellige sygdomme. Herudover hjalp Madsen flere sønderjyder, der havde været i tysk krigstjeneste og var endt i krigsfangenskab. Thorvald Madsen var også involveret i arbejdet med at udvælge syge krigsfanger, der skulle sendes til Danmark som led i aftalerne om krigsfangeudveksling mellem på den ene side Østrig-Ungarn og Tyskland og på den anden side Rusland.
I årene 1921-1937 var Thorvald Madsen formand for Folkeforbundets Sundhedskommission. Det nuværende WHO bygger i høj grad på Sundhedskommissionens arbejde.
Madsen blev Ridder af Dannebrogordenen 1902, Dannebrogsmand 1918, Kommandør af 2. grad 1920, af 1. grad 1927 og modtog Storkorset 1937.
Han er begravet på Garnisons Kirkegård.